# Walter Mitty
Walter Mitty est un personnage de fiction interprété en 1947 par Danny Kaye d'après les histoires de James Thurber. 
Le film The Secret Lives of Walter Mitty a inspiré la série animée Waldo Kitty (1975).
Le réalisateur Terry Gilliam décrit son film Brazil comme « la rencontre de Walter Mitty et de Franz Kafka ».
Le personnage a été repris par Ben Stiller dans une adaptation sortie en 2013.